# Lucaya bigelowi
Lucaya bigelowi är en kräftdjursart som beskrevs av Fenner A. Chace 1939. Lucaya bigelowi ingår i släktet Lucaya och familjen Bresiliidae. Inga underarter finns listade i Catalogue of Life.